# Rheed McCracken
Rheed McCracken es un competidor de atletismo paralímpico australiano. En los Juegos Paralímpicos de 2012, ganó una medalla de plata y bronce en los eventos de atletismo T34. Su éxito lo llevó a ser nombrado Atleta Junior del Año 2012 como parte de los Premios Paralímpicos del Año de Australia. Representó a su país en los Juegos de Río 2016, donde repitió el éxito previo obtenido en Londres.

## Biografía
McCracken nació el 20 de enero de 1997 en Bundaberg. Tiene parálisis cerebral, una condición con la que nació. Comenzó a usar una silla de ruedas a fines de 2009 porque era menos doloroso. Asistió a la escuela estatal Avoca. Más tarde asistió a la Bundaberg State High School.

## Atletismo

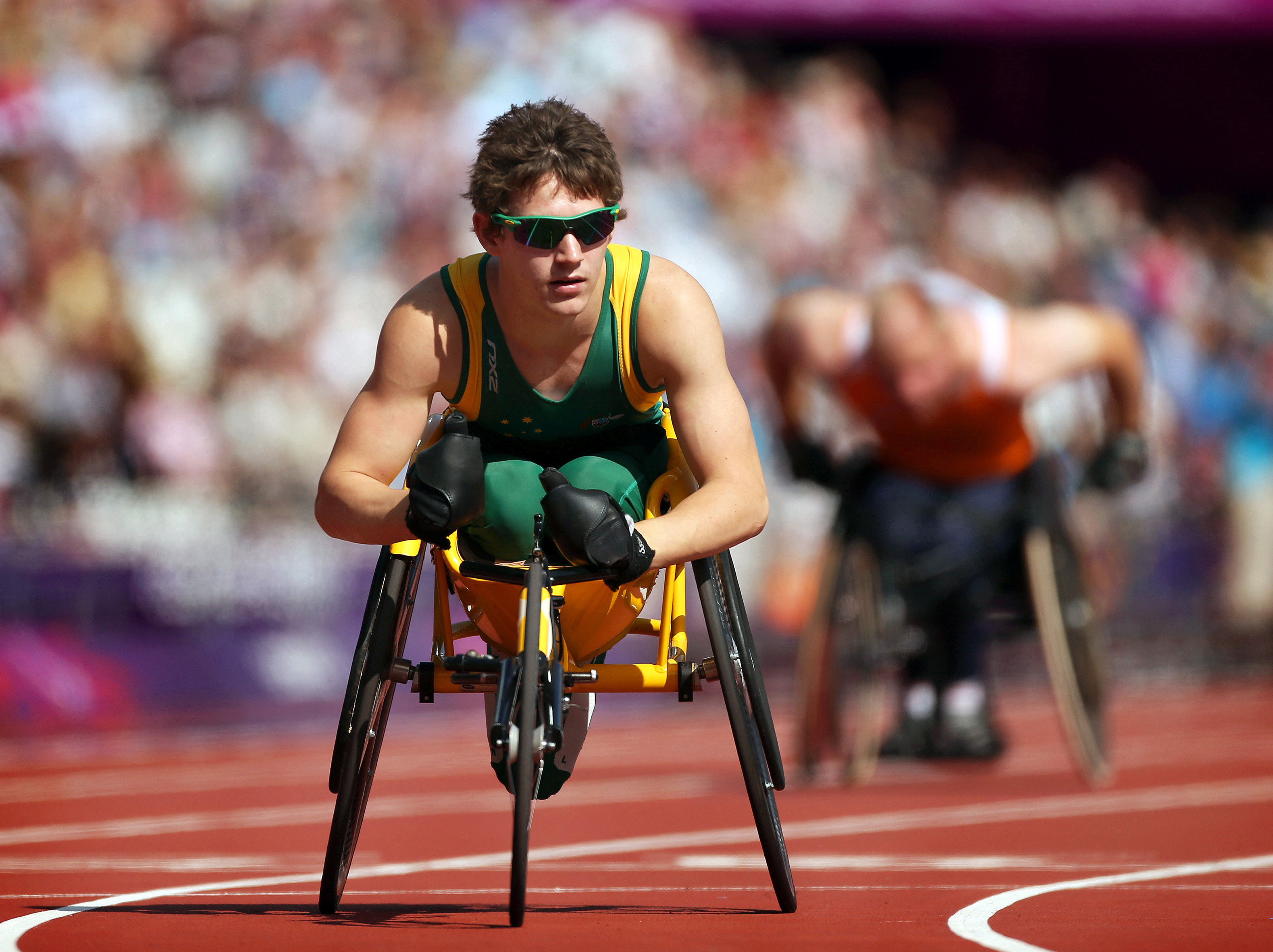
McCracken en los Juegos Paralímpicos de Londres 2012

Es un corredor de silla de ruedas, compite en la clase T34. Participa en los eventos de 100, 200, 400, 800 y 1,500 metros.  
Comenzó a competir en atletismo en 2005 y a correr en silla de ruedas en 2010. Es miembro del Bundaberg Athletic Club.

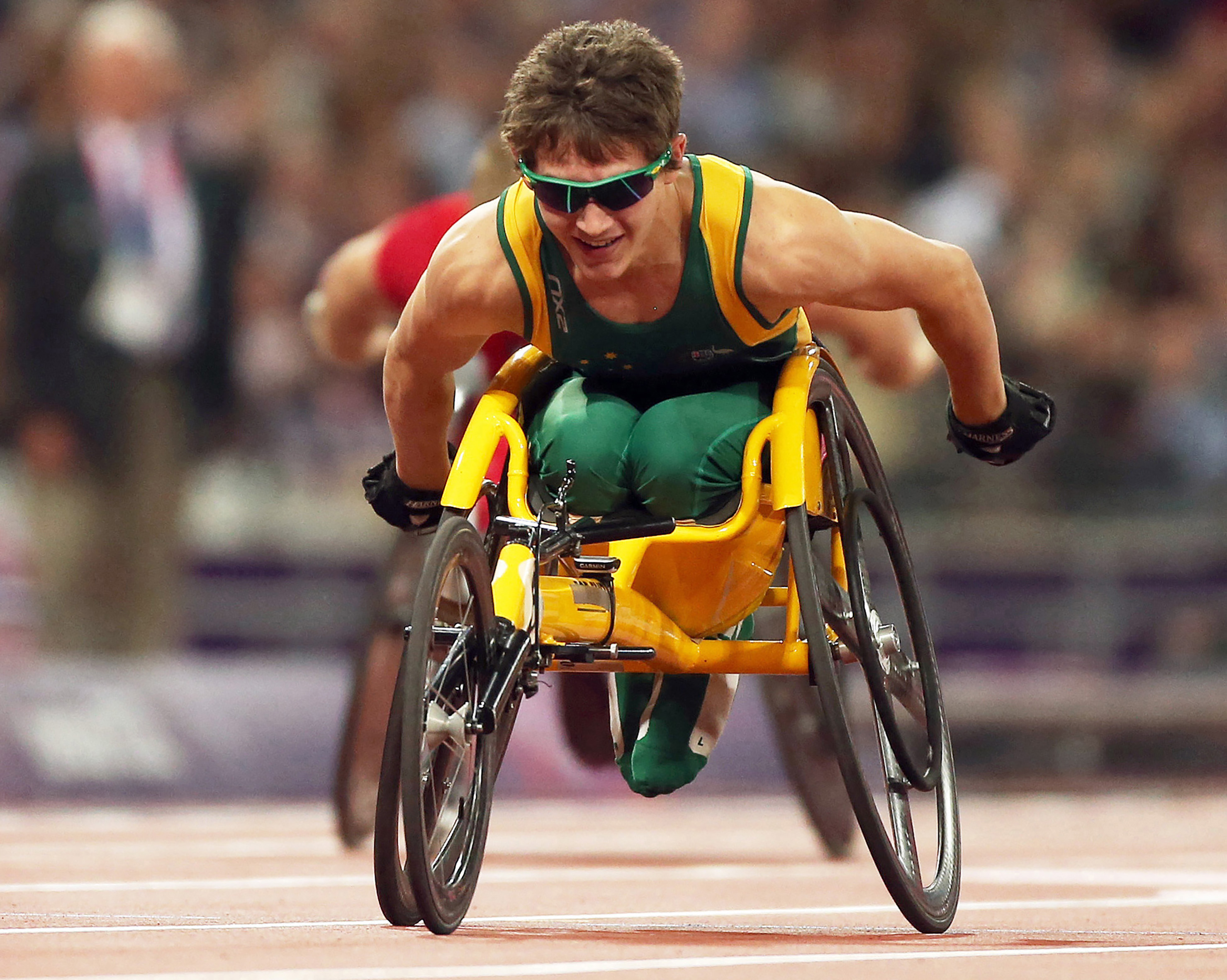
McCracken en los Juegos Paralímpicos de Londres 2012

En 2011, debutó en el equipo nacional australiano Durante 2011, en preparación para los Juegos Paralímpicos, completó seis sesiones de entrenamiento totales por semana. Terminó tercero en la media maratón de sillas de ruedas del Gold Coast Airport Marathon en julio. Compitió en el evento City2Surf de Sídney en el primer año que el evento tuvo una categoría elite de sillas de ruedas. En diciembre, compitió en el Campeonato Internacional de Silla de Ruedas y Amputados 2011 en Dubái, donde ganó la carrera de silla de ruedas de 100 metros con un tiempo de 16.86 segundos. Esto lo calificó para los Juegos Paralímpicos de 2012, ya que el tiempo de calificación fue de 17 segundos. Otros eventos en los que compitió incluyeron los 200, 400, 800 y 1,500 metros, tomando la medalla de plata en los eventos de 400, 800 y 1,500 metros. Estuvo a medio segundo en el evento de 200 metros al establecer un tiempo de clasificación paralímpico. Haciendo su debut en el equipo nacional,  fue uno de los miembros más jóvenes del equipo australiano en el evento. En diciembre de 2011, participó en un campo de entrenamiento del equipo nacional de atletismo en Canberra.  

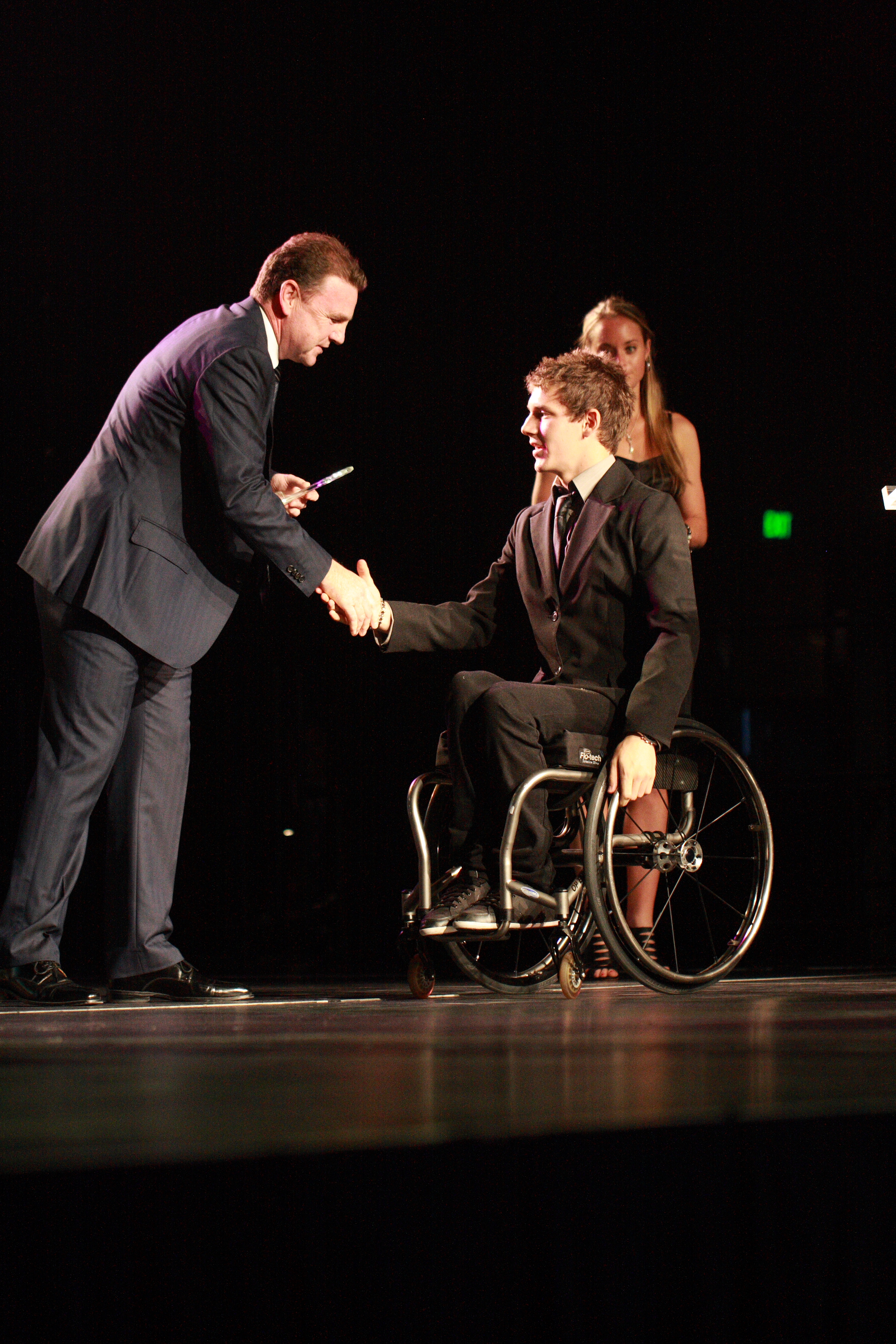
McCracken recibe el premio al Atleta Junior del Año 2012 en la ceremonia del Paralímpico Australiano del Año

En enero de 2012, participó en la Australia Day Series en Canberra, donde terminó segundo con un tiempo de 24.38 en la carrera juvenil. En enero de 2012, se entrenó en Sídney. Más tarde entrenó con Kurt Fearnley en Newcastle. En enero de 2012, terminó segundo en la división juvenil masculina Oz Day 10K. Fue seleccionado para representar a Australia en los Juegos Paralímpicos de Londres 2012 en atletismo en los eventos de 100 y 200 metros.  Se clasificó para los Juegos en diciembre de 2011 a los catorce años.  
En los Juegos Paralímpicos de 2012, ganó una medalla de plata en el T34 de 100 m masculino y bronce en el T34 de 200 m masculino. Compitiendo en el Campeonato Mundial de Atletismo IPC 2013 en Lyon, Francia, ganó tres medallas de plata en 100 m, 200 m T34 y 400 m masculinos, y una medalla de bronce en 800 m T34 masculinos.
En los Juegos de Río 2016, ganó la medalla de plata en el evento T34 de 100 m masculino y bronce en T34 de 800 m masculino.
En el Campeonato Nacional Suizo en Arbon el 28 de mayo de 2017, estableció un nuevo récord mundial en el evento T34 de 100 metros masculino con un tiempo de 14.92.
En el Campeonato Mundial de Atletismo Para 2017 en Londres, Inglaterra, ganó la medalla de plata en el T34 100 m masculino (15,40 (+0,3)) y bronce en el T34 200 m masculino (27,81 (-1,5)).
En el Campeonato Mundial de Atletismo Para 2019 en Dubái, ganó su medalla de plata en el tercer campeonato mundial en el T34 de 100 m masculino.
Andrew Dawes es su entrenador.

### Récords mundiales
| Distancia           | Registro     | Ubicación      | Fecha              |
| ------------------- | ------------ | -------------- | ------------------ |
| 100 m masculino T34 | 14,92 (+1,0) | Arbon, Suiza   | 27 de mayo de 2017 |
| 100 m masculino T34 | 14,80        | Nottwil, Suiza | 26 de mayo de 2018 |

## Reconocimiento
- 2016 - Atleta Junior Masculino del Año - Asociación Sporting Wheelies and Disabled.[24]